# Isiah Whitlock Jr.
Isiah Whitlock Jr. (* 13. September 1954 in South Bend, Indiana) ist ein US-amerikanischer Schauspieler. Bekanntheit erlangte er vor allem durch die Rolle des Senator Clay Davis aus der Serie The Wire.

## Leben und Karriere
Isiah Whitlock Jr. wurde in der Stadt South Bend geboren, wo er auch aufwuchs. Nach dem Schulabschluss erhielt er ein Football-Stipendium für die Southwest Minnesota State University. Eine Karriere als Footballspieler blieb ihm allerdings aufgrund von Verletzungen versagt. Das College schloss er 1976 ab und ging anschließend nach San Francisco, wo er dem American Conservatory Theater beitrat. Ein Jahr zuvor nahm er in derselben Stadt bereits an einem dreimonatigen Schauspielprogramm teil. Nach seiner Zeit in Kalifornien, zog er an die Ostküste nach New York City und begann fortan dort auf der Theaterbühne aufzutreten. Seine Auftritte umfassen beispielsweise Der Kaufmann von Venedig und das Stück Four. Für seine Darstellung wurde er für den Lucille Lortelle Award als Bester Hauptdarsteller nominiert.
Seine erste Rolle vor der Kamera übernahm er 1981 bei einem Auftritt im Fernsehfilm A Christmas Carol. 1990 spielte er einen Feuerwehrmann im Film Gremlins 2 – Die Rückkehr der kleinen Monster und zudem einen Arzt in Martin Scorseses GoodFellas – Drei Jahrzehnte in der Mafia. 1996 war er in der Filmkomödie Eddie zu sehen. Anschließend trat er in kleinen Rollen in Alle sagen: I love you und Die unsichtbare Falle auf. Seine Gastauftritte im Fernsehen vor der Jahrtausendwende umfassen Cagney & Lacey, Oceano, New York Undercover, Liberty! The American Revolution und Third Watch – Einsatz am Limit. Zwischen den Jahren 2000 und 2015 verkörperte er verschiedene Gastrollen in Law & Order und dem Ableger Law & Order: Special Victims Unit. 2002 verkörperte er die Figur des Agent Flood in Spike Lees Spielfilm 25 Stunden. Ein Jahr später spielte er die Rolle des Eugene im Film Pieces of April – Ein Tag mit April Burns. Von 2002 bis 2008 war er in der Rolle des korrupten Senators Clay Davis in der HBO-Serie The Wire zu sehen.
2007 verkörperte Whitlock Jr. einen Hotelangestellten im Mystery-Thriller Zimmer 1408 und war im selben Jahr in der Fantasy-Komödie Verwünscht als Ethan Banks zu sehen. Ein Jahr darauf trat er in der schwarzhumorigen Filmkomödie Choke – Der Simulant und in der Rolle eines DJ in Cadillac Records auf. 2010 stellte er im Filmdrama Twelve erneut einen Polizisten dar. Im Film Main Street, aus demselben Jahr, stellte er den Bürgermeister der Stadt Durham, in North Carolina, dar. 2010 spielte er als Mr. Roy zudem eine Nebenrolle in der Serie Rubicon. Eine seiner bedeutendsten Filmrollen spielte Whitlock Jr. 2011 in der Filmkomödie Willkommen in Cedar Rapids. Darin war er als Ronald Wilkes an der Seite von Ed Helms, John C. Reilly und Anne Heche zu sehen. 2012 war er in der Rolle des Charles im Melodram Thanks for Sharing – Süchtig nach Sex zu sehen. Von 2013 bis 2015 war er in der Rolle des US-Verteidigungsministers und späteren Präsidentschaftskandidaten George Maddox in der HBO-Serie Veep – Die Vizepräsidentin zu sehen. 2013 verkörperte er im Science-Fiction-Film Europa Report die Rolle des Dr. Tarik Pamuk.
2013 war Whitlock Jr. Teil der Hauptbesetzung der Serie Lucky 7. die allerdings nach nur einigen gesendeten Episoden wieder eingestellt wurde. 2015 spielte er im Film Chi-Raq und damit erneut unter der Regie von Spike Lee mit. 2016 war er als Sheriff Dentler im Fantasyfilm Elliot, der Drache zu sehen. In der Filmkomödie CHiPs war er 2017 in der Rolle des Peterson zu sehen. Zudem lieh er der Figur River Scott im Animationsfilm Cars 3: Evolution die Stimme und trat in der Serie Der Nebel in der Rolle des Gus Bradley auf. 2018 war er in BlacKkKlansman erneut in einem Film von Spike Lee zu sehen. Darüber hinaus war er in der Kriminalkomödie Ein Gauner & Gentleman erneut in der Rolle des Polizisten Dentler zu sehen. Wie bei Elliot, der Drache entstand auch dieser Film unter der Regie von David Lowery. Ebenfalls 2018 spielte er die Rolle des Burt Loomis in der kurzlebigen Serie The Good Cop. 2020 bis 2021 gehörte er als Charlie zur Besetzung der Miniserie Your Honor.
Neben seinen Film- und wiederkehrenden Serienrollen trat Whitlock Jr. seit dem Jahr 2000 unter anderem in Wonderland, Criminal Intent – Verbrechen im Visier, Ed – Der Bowling-Anwalt, New York Cops – NYPD Blue, The Jury, New Amsterdam, The Unusuals, Good Wife, Smash, Louie, The Blacklist, The Divide, Gotham, Limitless, Lucifer, Atlanta, Elementary, Son of Zorn, Kevin Can Wait, Madam Secretary, FBI in Gastrollen auf. Insgesamt war er bislang in mehr als 110 Film- und Fernsehproduktionen zu sehen.

## Filmografie (Auswahl)
- 1981: A Christmas Carol (Fernsehfilm)
- 1987: Cagney & Lacey (Fernsehserie, Episode 7x02)
- 1989: Oceano (Miniserie, 6 Episoden)
- 1990: Gremlins 2 – Die Rückkehr der kleinen Monster (Gremlins 2: The New Batch)
- 1990: GoodFellas – Drei Jahrzehnte in der Mafia (Goodfellas)
- 1993: Queen (Miniserie, Episode 1x02)
- 1995–2004: Law & Order (Fernsehserie, 5 Episoden)
- 1996: New York Undercover (Fernsehserie, Episode 2x15)
- 1996: Eddie
- 1996: Alle sagen: I love you (Everyone Says I Love You)
- 1997: Die unsichtbare Falle (The Spanish Prisoner)
- 1997: Liberty! The American Revolution (Miniserie, 6 Episoden)
- 1998: A Fish in the Bathtub
- 1999: Destiny – Einmal ganz oben stehen
- 1999: Third Watch – Einsatz am Limit (Third Watch, Fernsehserie, Episode 1x07)
- 2000: Wonderland (Fernsehserie, Episode 1x02)
- 2000–2015: Law & Order: Special Victims Unit (Fernsehserie, 6 Episoden)
- 2001: Jump Tomorrow
- 2001: Ed – Der Bowling-Anwalt (Ed, Fernsehserie, 2 Episoden)
- 2001–2011: Criminal Intent – Verbrechen im Visier (Criminal Intent, Fernsehserie, 3 Episoden)
- 2002: New York Cops – NYPD Blue (NYPD Blue, Fernsehserie, Episode 10x05)
- 2002: 25 Stunden (25th Hour)
- 2002–2008: The Wire (Fernsehserie, 22 Episoden)
- 2003: Pieces of April – Ein Tag mit April Burns (Pieces of April)
- 2003: Bought & Sold
- 2004: The Jury (Fernsehserie, Episode 1x06)
- 2004: She Hate Me
- 2005: Duane Hopwood
- 2005: Stealing Martin Lane
- 2006: Kettle of Fish
- 2006: Beautiful Ohio
- 2007: Zimmer 1408 (1408)
- 2007: Verwünscht (Enchanted)
- 2008: Choke – Der Simulant (Choke)
- 2008: New Amsterdam (Fernsehserie, Episode 1x07)
- 2008: Cadillac Records
- 2009: Gesetz der Straße – Brooklyn’s Finest (Brooklyn's Finest)
- 2009: I Hate Valentine's Day
- 2009: The Unusuals (Fernsehserie, Episode 1x07)
- 2009: Under New Management
- 2010: Twelve
- 2010: Rubicon (Fernsehserie, 6 Episoden)
- 2010: Main Street
- 2011: Willkommen in Cedar Rapids (Cedar Rapids)
- 2011: Gun Hill Road
- 2011: Detachment
- 2011: Good Wife (The Good Wife, Fernsehserie, Episode 3x03)
- 2012: Red Hook Summer
- 2012: Why Stop Now?
- 2012: Smash (Fernsehserie, 2 Episoden)
- 2012: Thanks for Sharing – Süchtig nach Sex (Thanks for Sharing)
- 2012: Louie (Fernsehserie, 2 Episoden)
- 2012: Not Fade Away
- 2013: Europa Report
- 2013: Home
- 2013: Lucky 7 (Fernsehserie, 8 Episoden)
- 2013–2015: Veep – Die Vizepräsidentin (Veep, Fernsehserie, 7 Episoden)
- 2014: The Blacklist (Fernsehserie, Episode 1x18)
- 2014: The Angriest Man in Brooklyn
- 2014: The Divide (Fernsehserie, Episode 1x01)
- 2014: 23 Blast
- 2015: Gotham (Fernsehserie, Episode 1x11)
- 2015: Limitless (Fernsehserie, Episode 1x09)
- 2015: Chi-Raq
- 2016: Lucifer (Fernsehserie, Episode 1x07)
- 2016: Elliot, der Drache (Pete's Dragon)
- 2016–2023: Atlanta (Fernsehserie, 2 Episoden)
- 2017: Person to Person
- 2017: Elementary (Fernsehserie, Episode 5x13)
- 2017: Son of Zorn (Fernsehserie, Episode 1x12)
- 2017: CHiPs
- 2017: Cars 3: Evolution (Cars 3, Stimme)
- 2017: Der Nebel (The Mist, Fernsehserie, 8 Episoden)
- 2017: Survivor's Remorse (Fernsehserie, 4 Episoden)
- 2017: Nola Darling (Fernsehserie, Episode 1x01)
- 2017: Kevin Can Wait (Fernsehserie, Episode 2x10)
- 2018: All Square
- 2018: BlacKkKlansman
- 2018: Ein Gauner & Gentleman (The Old Man & the Gun)
- 2018: BoJack Horseman (Fernsehserie, Episode 5x10, Stimme)
- 2018: The Good Cop (Fernsehserie, 10 Episoden)
- 2018: Madam Secretary (Fernsehserie, Episode 5x08)
- 2019: Lost Holiday
- 2019: Corporate Animals
- 2019: FBI (Fernsehserie, Episode 1x13)
- 2019: Seneca
- 2019: Lying and Stealing
- 2020: The Lost Husband
- 2020: Da 5 Bloods
- 2020: I Care a Lot
- seit 2020: Your Honor (Fernsehserie)
- 2022: Woke (Fernsehserie, 2 Episoden)
- 2022: Lightyear (Stimme)
- 2023: Cocaine Bear
- 2025: The Residence (Fernsehserie, 8 Folgen)